# Alexandru Bourceanu
Alexandru Bourceanu (n. 24 aprilie 1985, Galați, România) este un fotbalist român retras din activitate, care a jucat pe post de mijlocaș la echipe ca Steaua București, Dunărea Galați și Trabzonspor. Pe plan internațional, are prezențe la națională pentru România. După încheierea carierei, a devenit antrenor.

## Cariera
Cariera lui Alexandru Bourceanu a început la echipa Dunărea Galați, unde a fost promovat la prima echipă în sezonul 2004/05, când echipa sa promovase în Divizia B (actualmente Liga II). În sezonul 2005/06 a devenit un jucător de bază, dar nu a putut preveni retrogradarea din anul 2008. Prin evoluțiile sale din ultimul sezon, a ajuns în atenția mai multor echipe importante din România, printre care și rivala locală Oțelul Galați, la care s-a transferat pe data de 27 iunie 2008.
După un an Bourceanu a primit posibilitatea de a pleca la alte echipe, astfel alegând echipa FC Timișoara. Aici s-a acomodat rapid, echipa clasându-se în sezonul 2010-11 pe locul 2 în campionat după Oțelul Galați. Timișoara a retrogadat în Liga II sezonul 2011/12 din cauza unor probleme legate de primirea licenței. Atunci, Bourceanu s-a transferat la Steaua București pentru suma de 700.000 de euro. În luna septembrie, Bourceanu a devenit căpitanul echipei în dauna portarului Ciprian Tătărușanu.
În vara lui 2014, contractul său la Steaua urma să expire și Bourceanu a refuzat să prelungească contractul, iar clubul Steaua i-a permis să semneze cu echipa turcă Trabzonspor, în schimbul a 1,3 milioane de euro. După ce a jucat 14 meciuri pentru Trabzon, Bourceanu s-a accidentat la genunchiul piciorului drept în vara lui 2014 în timpul antrenamentelor din cantonamentul din Austria al echipei sale. În timp ce Bourceanu se refăcea după accidentare, Trabzonspor a transferat un al șaptelea jucător străin, echipa neavând dreptul la mai mult de șase străini în lot și fiind astfel nevoită să-l transfere sau să-l împrumute pe Bourceanu. Astfel, jucătorul a revenit la Steaua la începutul lui septembrie 2014 sub formă de împrumut, contractul său cu Trabzonspor rămânând valabil până în 2017. Și-a realizat contractul cu echipa turcă de comun acord, primind 1,3 milioane de euro drept compensație. El nu a avut deloc un sezon bun la Steaua când a venit ca împrumut, unii oameni spunând că Bourceanu și-a distrus cariera printr-o simplă accidentare.

## Echipa națională
Bourceanu a jucat douăzeci și șapte de meciuri până acum pentru Echipa Națională. A debutat la 11 februarie 2009 în meciul amical jucat împotriva Croației, când a fost înlocuit în minutul 71 de Paul Codrea. După o pauză de doi ani s-a întors în iunie 2011, în calificările pentru Campionatul European împotriva Bosniei-Herțegovina.

## Palmares
Politehnica Timișoara
- Liga I

Vicecampion: 2010-11
Steaua București
- Liga I (3): 2012-2013,[11] 2013-2014, 2012-2013
- Cupa României (2): 2010-2011,[12] 2014-2015
- Supercupa României (1): 2013
- Cupa Ligii: 2014-2015, 2015-2016

## Statistici carieră
Statistica exactă la meciul jucat pe 13 mai 2018
| Club                  | Sezon          | Ligă | Ligă | Cupă | Cupă | Cupa Ligii | Cupa Ligii | Europa | Europa | Altele | Altele | Total | Total | Total |
| Club                  | Sezon          | M    | G    | M    | G    | M          | G          | M      | G      | M      | G      | M     | G     |       |
| --------------------- | -------------- | ---- | ---- | ---- | ---- | ---------- | ---------- | ------ | ------ | ------ | ------ | ----- | ----- | ----- |
| Dunărea Galați        | 2004–05        | ?    | ?    | ?    | ?    | –          | –          | –      | –      | –      | –      | ?     | ?     |       |
| Dunărea Galați        | 2005–06        | ?    | ?    | ?    | ?    | –          | –          | –      | –      | –      | –      | ?     | ?     |       |
| Dunărea Galați        | 2006–07        | ?    | ?    | ?    | ?    | –          | –          | –      | –      | –      | –      | ?     | ?     |       |
| Dunărea Galați        | 2007–08        | ?    | ?    | ?    | ?    | –          | –          | –      | –      | –      | –      | ?     | ?     |       |
| Dunărea Galați        | Total          | 96   | 7    | ?    | ?    | 0          | 0          | 0      | 0      | 0      | 0      | 96    | 7     |       |
| Oțelul Galați         | 2008–09        | 31   | 1    | 0    | 0    | –          | –          | –      | –      | –      | –      | 31    | 1     |       |
| Oțelul Galați         | Total          | 31   | 1    | 0    | 0    | 0          | 0          | 0      | 0      | 0      | 0      | 31    | 1     |       |
| Politehnica Timișoara | 2009–10        | 29   | 1    | 0    | 0    | –          | –          | 9      | 0      | –      | –      | 38    | 1     |       |
| Politehnica Timișoara | 2010–11        | 25   | 1    | 2    | 0    | –          | –          | 4      | 0      | –      | –      | 31    | 1     |       |
| Politehnica Timișoara | Total          | 54   | 2    | 2    | 0    | 0          | 0          | 13     | 0      | 0      | 0      | 69    | 2     |       |
| Steaua București      | 2011–12        | 31   | 0    | 2    | 0    | –          | –          | 9      | 0      | –      | –      | 42    | 0     |       |
| Steaua București      | 2012–13        | 32   | 3    | 0    | 0    | –          | –          | 11     | 0      | –      | –      | 43    | 3     |       |
| Steaua București      | 2013–14        | 17   | 0    | 2    | 0    | –          | –          | 11     | 1      | 1      | 0      | 31    | 1     |       |
| Steaua București      | 2014–15 (loan) | 11   | 0    | 2    | 0    | 2          | 0          | 3      | 0      | –      | –      | 18    | 0     |       |
| Steaua București      | 2015–16        | 9    | 0    | 2    | 0    | 3          | 0          | –      | –      | –      | –      | 14    | 0     |       |
| Steaua București      | 2016–17        | 18   | 0    | 1    | 0    | 0          | 0          | 8      | 0      | –      | –      | 27    | 0     |       |
| Steaua București      | Total          | 118  | 3    | 9    | 0    | 5          | 0          | 42     | 1      | 1      | 0      | 175   | 4     |       |
| Trabzonspor           | 2013–14        | 12   | 0    | 0    | 0    | –          | –          | 2      | 0      | –      | –      | 14    | 0     |       |
| Trabzonspor           | Total          | 12   | 0    | 0    | 0    | 0          | 0          | 2      | 0      | 0      | 0      | 14    | 0     |       |
| Arsenal Tula          | 2016–17        | 13   | 0    | –    | –    | –          | –          | –      | –      | 2      | 0      | 15    | 0     |       |
| Arsenal Tula          | 2017–18        | 20   | 0    | 1    | 0    | –          | –          | –      | –      | –      | –      | 21    | 0     |       |
| Arsenal Tula          | Total          | 33   | 0    | 1    | 0    | 0          | 0          | 0      | 0      | 2      | 0      | 36    | 0     |       |
| Career Total          | Career Total   | 344  | 13   | 12   | 0    | 5          | 0          | 57     | 1      | 3      | 0      | 421   | 14    |       |